# Narrow Neck (Antarktika)
Koordinaten: 73° 6′ S, 169° 3′ O

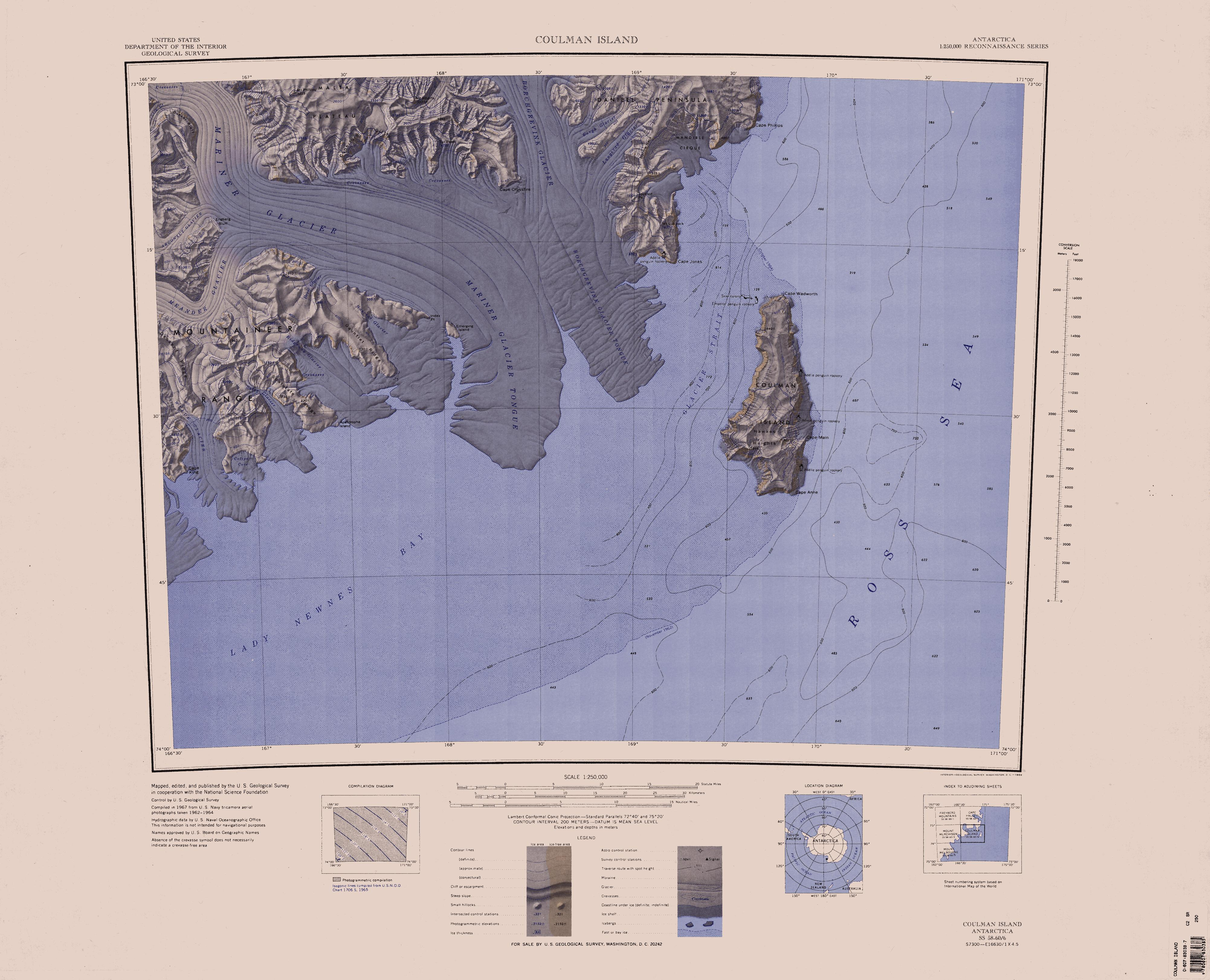
Kartenblatt Coulman Island von 1967: Südteil der Daniell Peninsula mit dem Narrow Neck in der Mitte des nördlichen Kartenrandes

Der Narrow Neck (englisch für Schmaler Nacken) ist ein erhöhter Isthmus an der Borchgrevink-Küste des ostantarktischen Viktorialands. Im südlichen Teil der Daniell-Halbinsel verbindet er den Langevad-Gletscher mit dem Mandible Cirque.
Seinen deskriptiven Namen erhielt er 1966 durch das New Zealand Antarctic Place-Names Committee.